# Гобарт (Оклахома)
Гобарт (англ. Hobart) — місто (англ. city) в США, в окрузі Кайова штату Оклахома. Населення — 3413 особи (2020).

## Географія
Гобарт розташований за координатами 35°1′29″ пн. ш. 99°5′16″ зх. д. / 35.02472° пн. ш. 99.08778° зх. д. (35.024679, -99.087702).  За даними Бюро перепису населення США в 2010 році місто мало площу 8,44 км², уся площа — суходіл.

### Клімат
| Клімат : Гобарт         | Клімат : Гобарт | Клімат : Гобарт | Клімат : Гобарт | Клімат : Гобарт | Клімат : Гобарт | Клімат : Гобарт | Клімат : Гобарт | Клімат : Гобарт | Клімат : Гобарт | Клімат : Гобарт | Клімат : Гобарт | Клімат : Гобарт | Клімат : Гобарт |
| Показник                | Січ.            | Лют.            | Бер.            | Квіт.           | Трав.           | Черв.           | Лип.            | Серп.           | Вер.            | Жовт.           | Лист.           | Груд.           | Рік             |
| Абсолютний максимум, °C | 31,1            | 33,3            | 37,8            | 37,2            | 40,6            | 44,4            | 47,2            | 46,7            | 42,2            | 37,2            | 31,7            | 30,0            | 47,2            |
| Середній максимум, °C   | 10,6            | 13,3            | 18,3            | 23,3            | 27,8            | 33,3            | 35,6            | 35,6            | 31,1            | 24,4            | 17,2            | 11,7            | 23,6            |
| Середній мінімум, °C    | −2,8            | −1,1            | 2,8             | 8,3             | 13,9            | 18,9            | 21,1            | 20,6            | 16,7            | 10,0            | 2,2             | −2,2            | 9,1             |
| Абсолютний мінімум, °C  | −23,3           | −23,9           | −16,7           | −7,2            | −2,8            | 6,1             | 11,1            | 7,8             | 1,1             | −10             | −12,8           | −18,9           | −23,9           |
| Норма опадів, мм        | 23              | 25              | 38              | 74              | 114             | 91              | 58              | 53              | 61              | 76              | 33              | 30              | 676             |
| Днів з дощем            | 2,6             | 2,7             | 3,8             | 6               | 7               | 6,3             | 4,6             | 4,4             | 4,2             | 5               | 2,6             | 3,1             | 52,3            |
| ----------------------- | --------------- | --------------- | --------------- | --------------- | --------------- | --------------- | --------------- | --------------- | --------------- | --------------- | --------------- | --------------- | --------------- |
| Джерело: weather.com    |                 |                 |                 |                 |                 |                 |                 |                 |                 |                 |                 |                 |                 |

## Демографія
Згідно з переписом 2010 року, у місті мешкало 3756 осіб у 1550 домогосподарствах у складі 954 родин. Густота населення становила 445 осіб/км².  Було 1921 помешкання (228/км²).
Расовий склад населення:
| - 75,4 % — білих - 7,2 % — чорних або афроамериканців - 5,0 % — корінних американців - 0,6 % — азіатів - 0,1 % — вихідців з тихоокеанських островів - 5,9 % — осіб інших рас |

До двох чи більше рас належало 5,7 %. Частка іспаномовних становила 12,1 % від усіх жителів.
За віковим діапазоном населення розподілялося таким чином: 25,3 % — особи молодші 18 років, 58,8 % — особи у віці 18—64 років, 15,9 % — особи у віці 65 років та старші. Медіана віку мешканця становила 38,4 року. На 100 осіб жіночої статі у місті припадало 96,1 чоловіків;  на 100 жінок у віці від 18 років та старших — 96,1 чоловіків також старших 18 років.
Середній дохід на одне домашнє господарство  становив 59 482 долари США (медіана — 39 348), а середній дохід на одну сім'ю — 74 963 долари (медіана — 48 709). Медіана доходів становила 34 363 долари для чоловіків та 34 464 долари для жінок. За межею бідності перебувало 24,4 % осіб, у тому числі 30,6 % дітей у віці до 18 років та 13,2 % осіб у віці 65 років та старших.
Цивільне працевлаштоване населення становило 1484 особи. Основні галузі зайнятості: освіта, охорона здоров'я та соціальна допомога — 30,1 %, роздрібна торгівля — 11,3 %, сільське господарство, лісництво, риболовля — 8,5 %, виробництво — 8,1 %.